# Henriettea maguirei
Henriettea maguirei är en tvåhjärtbladig växtart som först beskrevs av John Julius Wurdack, och fick sitt nu gällande namn av Penneys, Michelangeli, Judd och Frank Almeda. Henriettea maguirei ingår i släktet Henriettea och familjen Melastomataceae. Inga underarter finns listade i Catalogue of Life.